# 棍异长针虫
棍异长针虫（学名：Amphilithium clavarium）为异长针虫科异长针虫属的动物。分布于太平洋、地中海以及西沙群岛等。